# Рејвен-Симон
Рејвен-Симон Кристина Пирман познатија под естрадним именом Рејвен-Симон, америчка је певачица, глумица, кантауторка и продуценткиња, најпознатија по улози Рејвен Бакстер у серијама То је тако Рејвен и Рејвенин дом, као и по улози Галерије Гарибалди у филму Гепард девојке.